# Perlophiura profundissima
Perlophiura profundissima is een slangster uit de familie Ophiuridae.
De wetenschappelijke naam van de soort werd in 1972 gepubliceerd door George M. Belyaev & Nina M. Litvinova.